# Мира Сандић
Мира Сандић (Београд, 1924 — Београд, 2010) била је српска вајарка. Oна се у свом уметничком стваралаштву бавила керамиком, таписеријом израдом медаљона и плакета. Као стипендиста Фонда Моша Пијаде, Академију ликовних уметности завршила је у Београду. Своја дела излагала је од 1957. године, на бројним колективним и преко 40 самосталних изложби у иностранству Југославији и Србији. Као члан УЛУС-а од 1956. године, носилац је бројних награда.

## Живот и каријера
Највећи део живота стварала је у сопоственој атељеу, у свом дому у улици Василија Гаћеше 6 на Сењаку у Београду, заједно са супругом, вајаром Савом Сандићем (1915–2016), са којом је имала заједничку ликовну преокупацију, па се као чест мотив дела и Саве и Мире Сандић јавља - материнство.

## Награде
Међу најзначајнијим Мириним наградама и признањима су:
- Откупна награда Туристичког савеза, Београд (1966, 1069);
- Златно длето УЛУС-а, Београд (1967);
- Награда Фоарум на колонији у Малом Иђошу, (1967);
- Награда публике, Словењградец (1972);
- Спомен плакета града Београда (1974);
- Орден рада с асребрним венцем за рад о деци, Београд (1974);
- Статуета Младо покололење Савеза организација за васпитање и бригу о деци Југославије (1983);
- Златна значка културно просветне заједнице Србије (1988);
- Орден заслуга за народ са сребрном звездом (1988).